# Guerra do Rife
A Guerra do Rife também chamada de Segunda Guerra Marroquina foi um conflito armado travado de 1920 a 1927 entre a potência colonial Espanha (mais tarde apoiada pela França) e as tribos Berberes da região montanhosa do Rife. Liderados por Abd el-Krim, os Rifenhos infligiram inicialmente várias derrotas às forças Espanholas usando táticas de guerrilha e capturando armas Europeias. Após a intervenção militar da França contra as forças de Abd el-Krim e o grande desembarque de tropas Espanholas em Al Hoceima, considerado o primeiro desembarque anfíbio na história a envolver o uso de tanques e aviões, Abdel-Krim rendeu-se aos Franceses e foi levado para o exílio.
Em 1909, as tribos Rifenhas enfrentaram agressivamente os trabalhadores Espanhóis das minas de ferro do Rife, perto de Melilha, o que levou à intervenção do Exército Espanhol. As operações militares em Jebala, no Oeste Marroquino, começaram em 1911 com o Desembarque em Larache. A Espanha trabalhou para pacificar uma grande parte das áreas mais violentas até 1914, um processo lento de consolidação das fronteiras que durou até 1919 devido à Primeira Guerra Mundial.
Em 1912, após a assinatura do Tratado de Fez, a área do norte de Marrocos foi adjudicada à Espanha como protetorado. As populações Rifenhas resistiram fortemente aos espanhóis, desencadeando um conflito que duraria vários anos. Em 1921, as tropas Espanholas sofreram o catastrófico Desastre de Annual, a maior derrota na história da Espanha, além de uma rebelião liderada pelo líder Rifenho Abd el-Krim. Como resultado, os Espanhóis recuaram para algumas posições fortificadas, enquanto Abd el-Krim acabou por criar um estado independente inteiro: a República do Rife. O desenvolvimento do conflito e o seu fim coincidiram com a ditadura de Primo de Rivera, que assumiu o comando da campanha de 1924 a 1927. Além disso, e após a Batalha de Uarga em 1925, os franceses intervieram no conflito e estabeleceram uma colaboração conjunta com a Espanha que culminou no desembarque de Alhucemas, que provou ser um ponto de virada. Em 1926 a área havia sido pacificada; Abd-el-Krim rendeu-se em Julho de 1927; e os espanhóis recuperaram o território anteriormente perdido.
A Guerra do Rife ainda é considerada controversa entre os historiadores. Alguns vêem nele um prenúncio do processo de descolonização no Norte da África. Outros o consideram uma das últimas guerras coloniais, já que foi a decisão dos Espanhóis de conquistar o Rife - nominalmente parte do seu protetorado Marroquino, mas de fato independente - que catalisou a entrada da França em 1924.
A Guerra do Rife deixou uma profunda memória tanto na Espanha como em Marrocos. A insurgência Rifenha dos anos 1920 pode ser interpretada como um precursor da guerra de independência da Argélia, que ocorreu três décadas depois.

## Origens
Durante o início do século XX, Marrocos foi dividido em protetorados governados pela França e pela Espanha. A região do Rife fora designada para a Espanha, mas, como os Sultões do Marrocos não tinham conseguido exercer o controle da região, a soberania Espanhola sobre o Rife era estritamente teórica. Durante séculos, as tribos Berberes do Rife haviam combatido qualquer tentativa de forasteiros de impor controle sobre elas. Embora nominalmente Muçulmanas, as tribos do Rife tinham continuado muitas práticas animistas pagãs, como adorar espíritos da água e espíritos da floresta. Tentativas dos sultões Marroquinos de impor o Islão ortodoxo no Rife foram repelidas com sucesso pelos membros da tribo.
Durante séculos, os Europeus viram as montanhas do Rife e as pessoas nas montanhas a partir de navios no Mar Mediterrâneo, mas quase nenhum Europeu jamais se aventurou na área. Walter Burton Harris, o correspondente do The Times em Marrocos, que cobriu a guerra, escreveu que só em 1912 "apenas um ou dois europeus puderam visitar as florestas de cedros que se encontram a sul de Fez. Alguns viajaram para o sul do Atlas e prosseguiram para o Sus ... e isso foi quase tudo". Como Harris escreveu, os Berberes "eram frequentemente tão inóspitos para os árabes quanto eram para os estrangeiros", e geralmente matavam qualquer forasteiro que se aventurasse no seu território.
Vincent Sheean, que cobriu a guerra para o The New York Times, escreveu que o Rife era um campo verdadeiramente belo de "montanhas carmesins lançadas contra um céu de azul hierático, desfiladeiros magníficos e aterradores, vales verdes e pacíficos entre precipícios protegidos", um lugar que o fazia lembrar do seu nativo Colorado. O Rife também era rico em ferro de alta qualidade, que poderia ser facilmente extraído via mineração a céu aberto. A promessa do estado Espanhol de arrecadar receitas na forma de impostos e royalties da mineração de ferro aqui era um incentivo para colocar o Rife sob o seu controle.
A Coroa concedeu a concessão para minar ferro no Rife ao milionário Don Horacio Echevarrieta. Em 1920, ele trouxe 800 000 toneladas de ferro valioso de alta qualidade através de mineração a céu aberto relativamente barata. Embora lucrativa, a mineração de ferro causou muitos danos ambientais e exigiu o deslocamento do povo nativo. Como não receberam parte dos lucros, os Refianos logo começaram a opor-se à mineração no seu território.
Quando o Rei Afonso XIII da Espanha ascendeu ao trono em 1886, a Espanha era considerada uma potência mundial, com colónias nas Américas, na África, na Ásia e no Pacífico. Mas na Guerra Hispano-Americana, a Espanha perdeu Cuba, Porto Rico e as Filipinas, e em 1899 vendeu as Marianas e as Ilhas Carolinas para a Alemanha, mantendo apenas alguns pontos de apoio na costa Marroquina e na Guiné Espanhola. Para compensar o império perdido nas Américas e na Ásia, surgiu uma poderosa facção africanista na Espanha liderada por Afonso, que queria um novo império na África. Finalmente, a Igreja Católica Romana era politicamente poderosa na Espanha, e grande parte do clero Espanhol pregava a necessidade de uma nova cruzada para continuar a Reconquista conquistando Marrocos, adicionando assim as suas vozes ao coro africanista. Por todas estas razões, a Espanha começou a mover-se para o Rife em 1909.

## Forças envolvidas

### Forças Rifenhas
Os membros da tribo Berbere tinham uma longa tradição de ferozes habilidades de luta, combinadas com altos padrões de habilidade de campo e pontaria. Eles foram chefiados por Abd el-Krim, que mostrou perícia militar e política. No entanto, o exército regular Rifenho nunca foi uma força muito grande. A elite das forças Rifenhas formaram unidades regulares que segundo Abd el-Krim, citadas pelo General Espanhol Manuel Goded, foram de 6 000 a 7 000. Outras fontes colocam o numero bem abaixo, em torno de 2 000 a 3 000.
Os remanescentes Rifenhos eram milícias tribais selecionadas pelos seus Caides; eles não eram capazes de servir longe de suas casas e fazendas por mais de 15 dias consecutivos. O General Goded estimou que, em seu auge, em Junho de 1924, as forças Rifenhas contavam com cerca de 80 000 homens, embora Abd el-Krim nunca tenha conseguido armar mais de 20 000 homens de cada vez. No entanto, esta força foi amplamente adequada nos primeiros tempos da guerra. Nos últimos dias da guerra, as forças Rifenhas contavam com cerca de 12 000 homens. Além disso, as forças Rifenhas não estavam bem armadas, com armas mal mantidas e em más condições.

### Forças Espanholas
Inicialmente, as forças Espanholas em Marrocos eram em grande parte compostas de recrutas e reservistas da própria Espanha. Essas tropas "peninsulares" eram mal supridas e preparadas, poucas possuíam habilidades de tiro e treinamento de batalha apropriado, e uma corrupção generalizada era relatada entre o corpo de oficiais, reduzindo suprimentos e o moral. Das tropas Espanholas em Marrocos em 1921, bem mais da metade eram conscritos completamente iletrados dos elementos mais pobres da sociedade Espanhola que haviam sido enviados para Marrocos com treinamento mínimo. Apesar das garantias de Silvestre de que o seu equipamento era suficiente para derrotar os Rifenhos, na verdade cerca de três quartos dos rifles do arsenal de Melilha estavam em péssimas condições devido à falta de manutenção, e um relatório do final de 1920, que Silvestre nunca se preocupou em ler, avisava que muitos dos rifles ali guardados eram inutilizáveis ou mais perigosos para o soldado que os disparava do que para o inimigo.

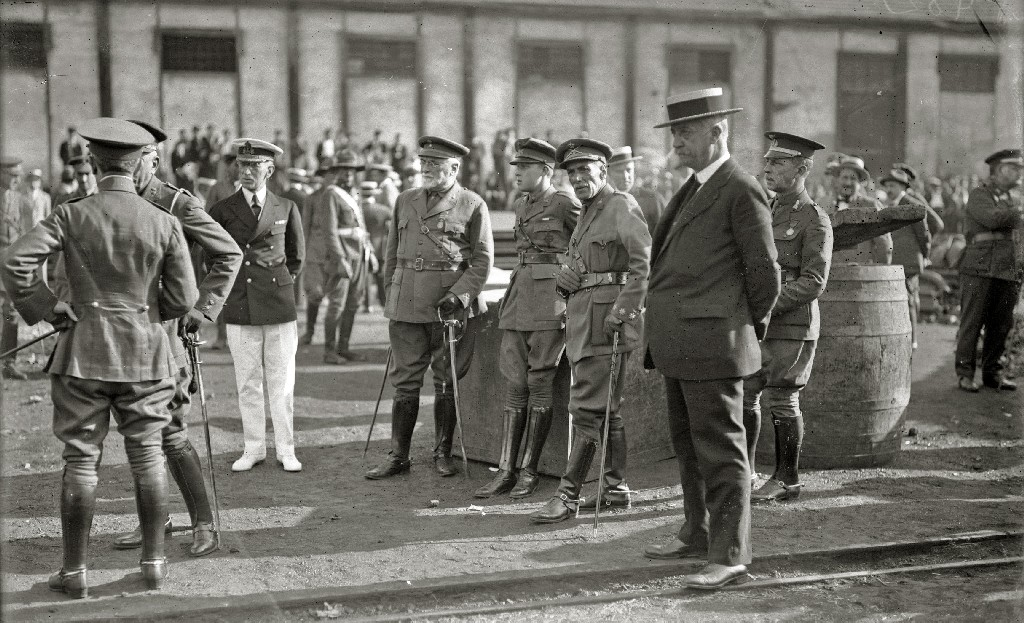
Tropas Espanholas em Pasaia, antes de partirem para a guerra.

O soldado Espanhol médio em Marrocos em 1921 recebia o equivalente a trinta e quatro centavos de dólar por dia, e vivia de uma dieta simples de café, pão, feijão, arroz e um estranho pedaço de carne. Muitos soldados trocaram as suas armas e munições nos mercados locais em troca de legumes frescos. Os quartéis em que os soldados viviam eram insalubres e cuidados médicos nos poucos hospitais eram muito pobres. Nas montanhas, os soldados Espanhóis viviam em pequenos postos conhecidos como blocaos, que o historiador americano Stanley Payne observou: "Muitos deles não tinham qualquer tipo de casa de banho, e o soldado que se aventurava a sair do bunker imundo arriscava a exposição ao fogo de tribos à espreita ".

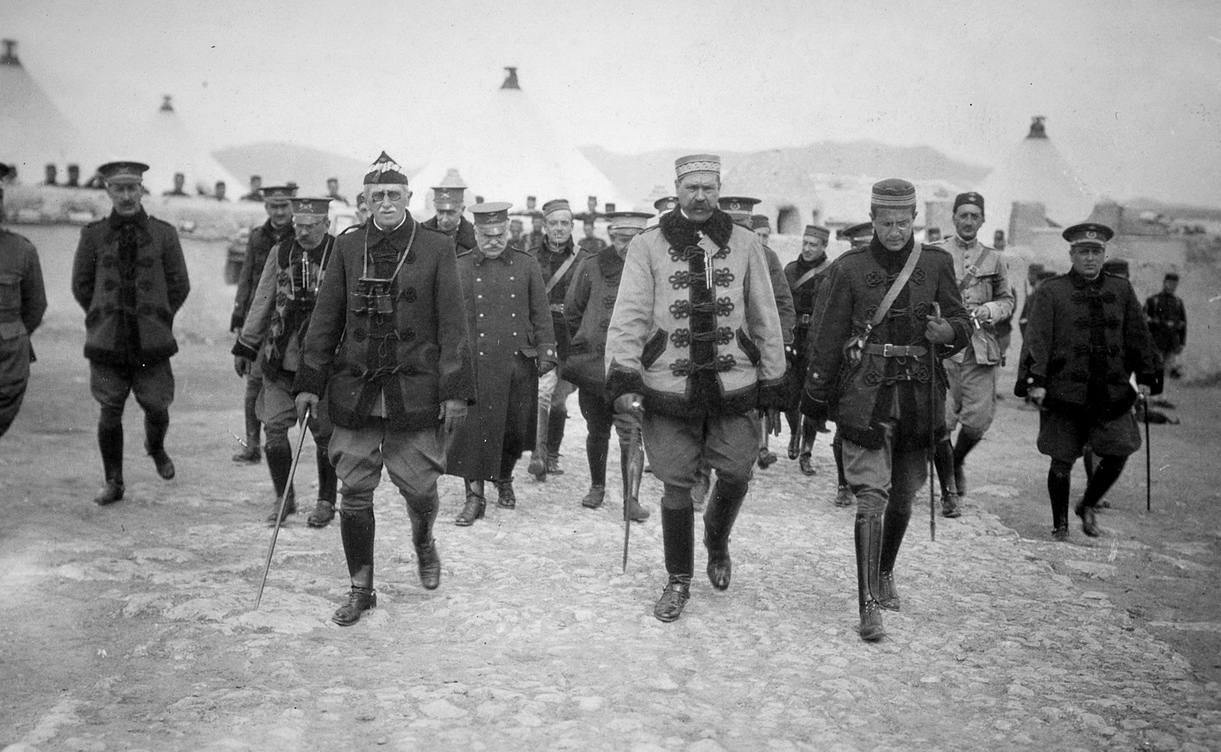
O General Silvestre em Melilha, 1921.

Continuando uma prática iniciada pela primeira vez em Cuba, a corrupção floresceu entre o corpo de oficiais Espanhóis, com os bens destinados às tropas a serem vendidas no mercado negro e os fundos destinados a construir estradas e ferrovias em Marrocos a terminarem nos bolsos dos oficiais superiores. Um grande número de oficiais Espanhóis não sabia ler mapas, o que explica o porque das unidades espanholas se terem perdido com tanta frequência nas montanhas do Rife. De um modo geral, estudar a guerra não era considerado um bom uso do tempo de um oficial, e a maioria dos oficiais dedicou o seu tempo em Melilha segundo o jornalista americano James Perry a "jogar e em prostitutas, às vezes molestando as mulheres mouras nativas". O moral no Exército era extremamente pobre e a maioria dos soldados Espanhóis só queria ir para casa e deixar Marrocos para sempre. Por causa das prostitutas da Espanha, que se juntaram em grande número nas bases espanholas em Marrocos, as doenças venéreas eram excessivas no exército Espanhol. Silvestre estava bem ciente do baixo moral de seus soldados, mas ele não considerou isso como um problema, acreditando que o seu inimigo era tão inferior que os problemas que afligiam as suas tropas não eram um problema.
Mesmo com sua superioridade numérica, as tropas "Peninsulares" não eram páreo para as forças Rifenhas altamente qualificadas e motivadas. Assim, muita confiança veio a ser colocada nas unidades principalmente profissionais que compunham o Exército da África da Espanha. Desde 1911, estes incluíam regimentos de Regulares Marroquinos, que provaram ser excelentes soldados.
A iniciativa foi impopular em partes da Espanha também. Em 1909, durante os primeiros conflitos com os membros da tribo de Rife, uma tentativa do governo Espanhol de convocar reservistas levou a uma revolta da classe trabalhadora em Barcelona, conhecida como a Semana Trágica. Os sindicatos Catalães, muitos liderados por anarquistas, argumentavam que a classe trabalhadora de Barcelona não tinha brigas com o povo do Rife.

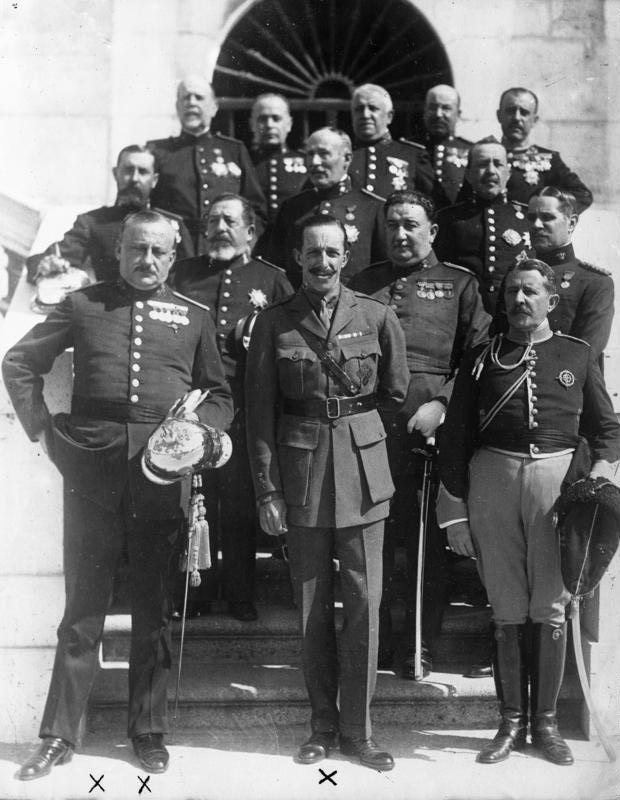
Primo de Rivera

Depois da Trágica Semana de 1909, o governo Espanhol começando em 1911 tentou recrutar o maior número possível de unidades de Regulares para evitar mais resistência por parte da classe trabalhadora às guerras coloniais, já que grande parte da classe trabalhadora espanhola não desejava ver os seus filhos a serem enviados para Marrocos, começando uma política que o historiador espanhol José Álvarez chamou de "Marroquinar" a conquista do Rife. Seguindo as dificuldades e retrocessos que havia experimentado em 1909-11, o exército Espanhol começou a adotar muito da organização e tática das forças Norte-Africanas Francesas que guarneciam a maior parte de Marrocos e da vizinha Argélia. Um particular atenção foi dada à Legião Estrangeira Francesa e a um equivalente Espanhol, o Tercio de Extranjeros ("Brigada de Estrangeiros"), conhecida como "Legião Espanhola", que foi formada em 1920. O segundo comandante do regimento era então o Coronel Francisco Franco, tendo subido rapidamente nas fileiras. Na Guerra do Rife, foram os Regulares e a Legião Estrangeira Espanhola fundada em 1919 que forneceram as forças de elite que venceram a guerra para a Espanha. Menos de 25% desta "Legião Estrangeira" eram, na verdade, não-espanhóis. Bastante duras e disciplinadas, rapidamente adquiriram uma reputação de crueldade. À medida que o seu número crescia, a Legião Espanhola e os Regulares cada vez mais lideravam as operações ofensivas após os desastres sofridos pelas forças conscritas.

## Curso da Guerra

### Primeiros estágios

Localização da República do Rife.

Como resultado do Tratado de Fez (1912), a Espanha ganhou a posse das terras em torno de Melilha e Ceuta. Em 1920, o comissário Espanhol, o General Dámaso Berenguer, decidiu conquistar o território oriental das tribos Jibala, mas teve pouco sucesso. O segundo em comando era o General Manuel Fernández Silvestre, que comandava o setor oriental. Silvestre tinha espalhado as suas tropas em 144 fortes e blocaus de Sidi Dris, no Mediterrâneo, através das montanhas do Rife, para Annual e Tizi Azza e para Melilha. Um blocao típico possuía cerca de uma dúzia de homens, enquanto os fortes maiores tinham cerca de 800 homens. Silvestre, conhecido pela sua ousadia e impetuosidade tinha conduzido os seus homens para bem dentro das montanhas do Rife na esperança de chegar á Baía de Alhucemas sem realizar o trabalho necessário para construir uma rede de apoio logístico capaz de abastecer os seus homens nas blocaos no alto das montanhas de Rife. Krim enviara uma carta a Silvestre alertando-o para não atravessar o rio Amekran, senão ele morreria. Silvestre comentou à imprensa espanhola sobre a carta que: "Este homem Abd el-Krim é louco. Eu não vou levar a sério as ameaças de um pequeno Berbere caid [juiz] que eu tive à minha mercê um curto tempo atrás. A sua insolência merece uma nova punição ". Krim permitiu que Silvestre avançasse bem para dentro do Rife, sabendo que a logística espanhola estava nas palavras do historiador espanhol José Álvarez "tênue" na melhor das hipóteses.
Em 1 de Julho de 1921, o exército Espanhol no nordeste de Marrocos, sob Silvestre, desmoronou-se depois de derrotado pelas forças de Abd el-Krim, no que ficou conhecido na Espanha como o desastre do Anual, com cerca de 8 000 soldados e oficiais mortos ou desaparecidos de cerca de 20 000. O número final de mortos Espanhóis, tanto em Annual como durante a derrota subsequente que levou as forças Rifenhas à periferia de Melilha, foi relatado às Cortes Gerais como totalizando 13.192. Os Espanhóis foram empurrados para trás e durante os cinco anos seguintes, batalhas ocasionais foram travadas entre os dois. As forças Refianas avançaram para o leste e capturaram mais de 130 postos militares Espanhóis.

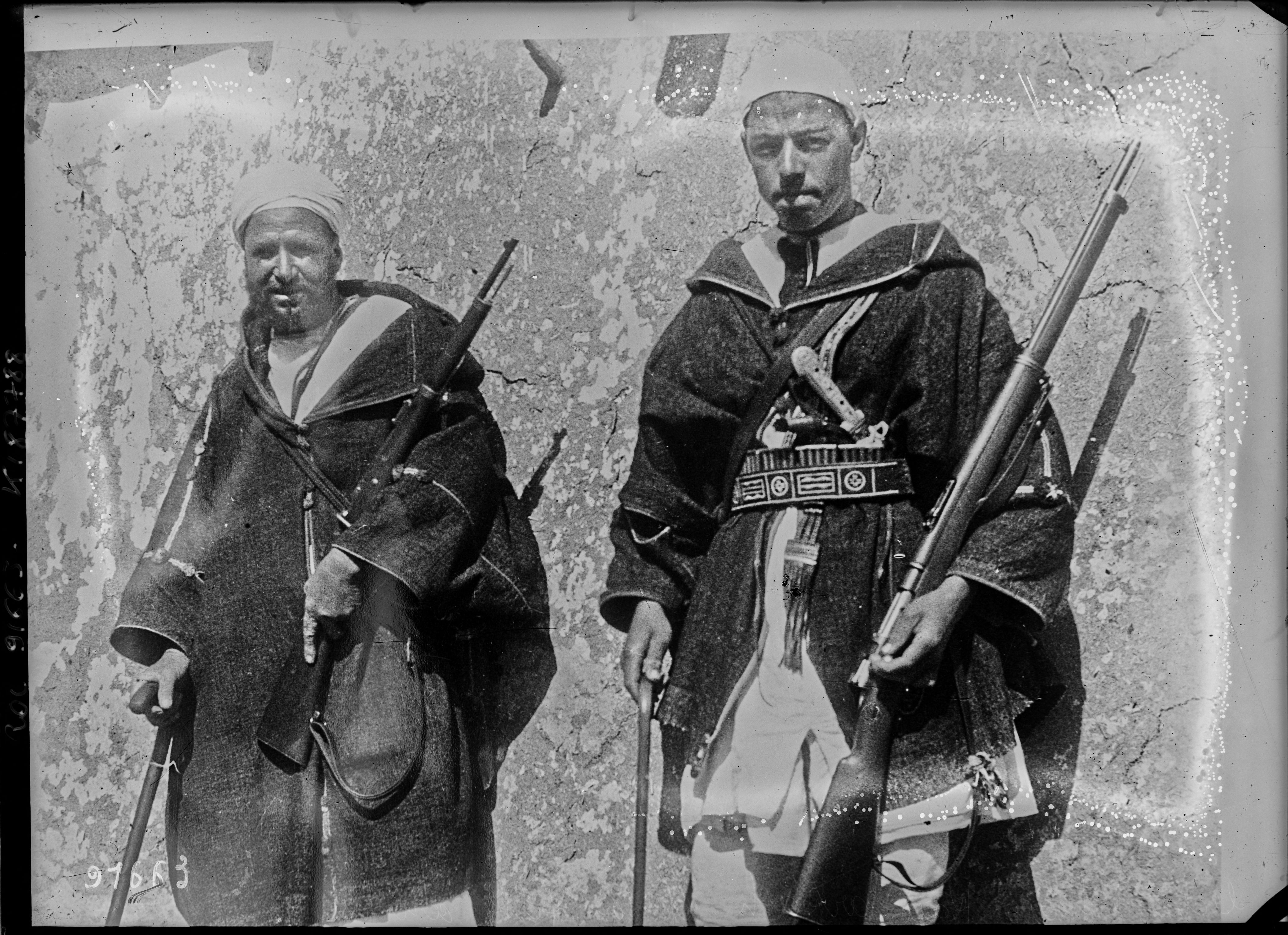
Berberes carregando rifles capturados. Um Mauser Espanhol e uma Carabinas Berthie Francesa

No final de Agosto de 1921, a Espanha perdeu todos os territórios que havia conquistado desde 1909. As tropas Espanholas foram empurradas de volta para Melilha, que era sua maior base no leste do Rife. A Espanha ainda tinha 14 000 soldados em Melilha. No entanto, Abd el-Krim ordenou que as suas forças não atacassem a cidade. Posteriormente, ele disse ao escritor J. Roger-Matthieu que, como cidadãos de outras nações europeias residiam em Melilla, temia-se que eles interviessem na guerra caso os seus cidadãos sofressem danos. Outras razões incluíram a dispersão de combatentes Rifenhos de várias tribos frouxamente aliadas após a vitória de Annual; e a chegada a Melilha de reforços substanciais da Legião e de outras unidades Espanholas chamadas das operações no oeste de Marrocos. No final de Agosto, as forças Espanholas em Melilha somavam 36 000 sob o comando do General José Sanjurjo e o lento processo de recuperação do território perdido poderia começar.
Assim, os Espanhóis puderam manter a sua maior base no leste do Rife. Mais tarde, Abd el-Krim admitiria: "Eu arrependo-me amargamente dessa ordem. Foi o meu maior erro. Todo o seguinte teor de eventos aconteceu por causa desse erro".
Em Janeiro de 1922, os Espanhóis haviam retomado o seu forte principal em Monte Arruit (onde encontraram os corpos de 2 600 da guarnição) e reocuparam a planície costeira até Tistutin e Batel. As forças Rifenhas tinham consolidaram o domínio das montanhas do interior e o impasse foi alcançado.
Os militares Espanhóis sofreram perdas mesmo no mar; em Março, o navio de transporte Juan de Joanes foi afundado na baía de Alhucemas por baterias costeiras Rifenhas, e em Agosto de 1923, enquanto bombardeava posições Refianas, o couraçado España encalhou no Cabo das Três Forcas e acabou sendo desmantelado in situ.
Numa tentativa de romper o impasse, os militares Espanhóis voltaram-se para o uso de armas químicas contra os Rifenhos.

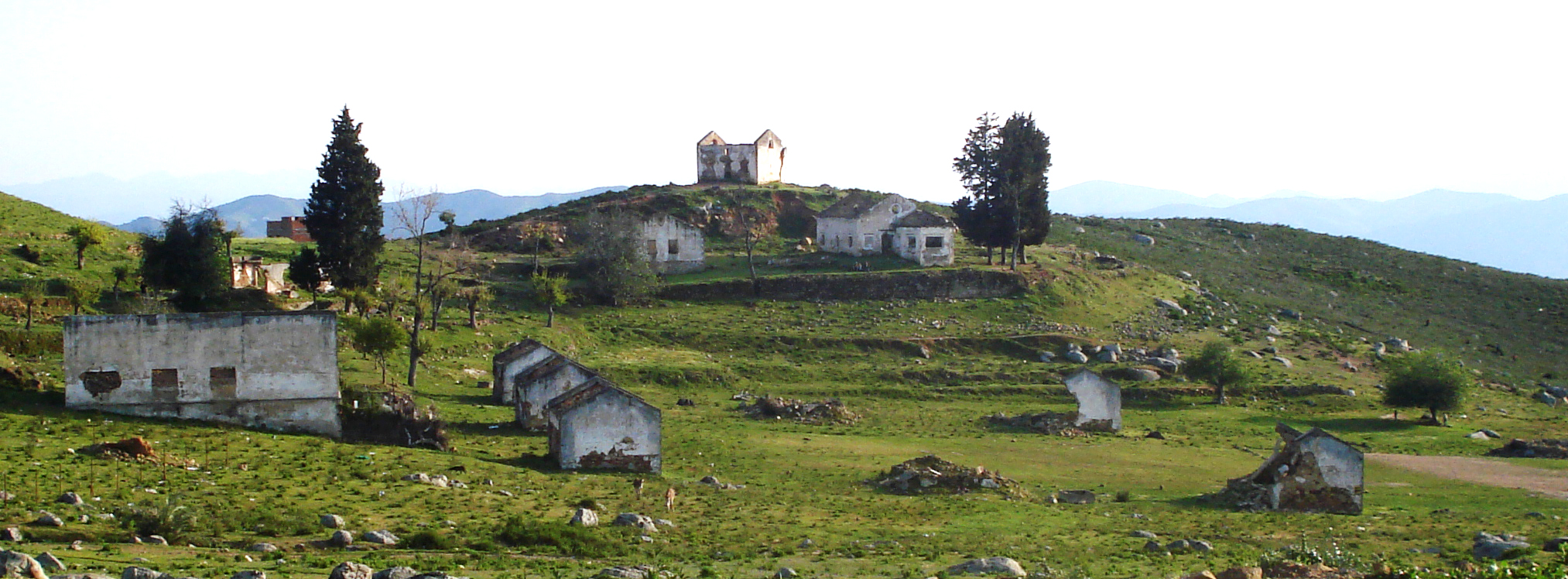
Ruinas de um campo Espanhol perto de Chefchaouen.

A Guerra do Rife havia polarizado a sociedade espanhola entre os africanistas que queriam conquistar um império na África contra os abandonistas que queriam abandonar o Marrocos como não valendo o sangue e a despesa. Após o "Desastre do Annual", a guerra da Espanha no Rife foi de mal a pior, e como os Espanhóis mal estavam a segurar Marrocos, o apoio aos abandonistas cresceu, já que muitas pessoas não viam razão para a guerra. Em Agosto de 1923, soldados Espanhóis que iam embarcar para Marrocos amotinaram-se nas estações ferroviárias, e outros soldados em Málaga recusaram-se simplesmente a embarcar nos navios que os levariam para Marrocos, enquanto em Barcelona enormes multidões de esquerdistas haviam organizado protestos contra a guerra onde Bandeiras espanholas foram queimadas enquanto a bandeira da República do Rife era agitada.
Com os africanistas compreendendo apenas uma minoria, ficou claro que era apenas uma questão de tempo até que os abandonistas obrigassem os Espanhóis a desistirem do Rife, o que foi parte da razão do golpe de Estado militar no final de 1923. Em 13 de Setembro de 1923, o General Miguel Primo de Rivera, tomou o poder num golpe militar. O General Primo de Rivera foi nas palavras do jornalista americano James Perry, um "ditador moderado" que estava convencido de que as divisões entre os africanistas e os abandonistas tinham colocado a Espanha à beira da guerra civil, e que havia tomado o poder para encontrar um saída da crise. O General Primo de Rivera logo concluiu que a guerra era impossível de vencer e considerou retirar as suas tropas para a costa com o objetivo de pelo menos abandonar temporariamente o Rife. No final de Julho de 1924, Primo de Rivera visitou um posto da Legião Estrangeira Espanhola em Ben Tieb no Rife, e fo-lhe servido um banquete de ovos em diferentes formas. Na cultura Espanhola, os ovos são um símbolo dos testículos, e os pratos tinham a intenção de enviar uma mensagem clara. Primo de Rivera respondeu calmamente que o exército seria obrigado a abandonar apenas o mínimo de território e que os oficiais subalternos não deveriam ditar as medidas necessárias para resolver o problema Marroquino. No entanto, ele posteriormente modificou os planos de retirada, chamando as forças Espanholas de volta de Chaouen e da região de Wad Lau para um limite fortificado preparado chamado de "Linha Primo".

### Intervenção Francesa

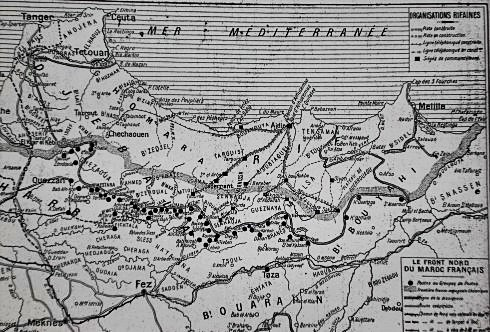
Mapa contemporâneo que mostra a fronteira e postos militares franceses.

Em maio de 1924, o Exército Francês havia estabelecido uma linha de postos avançados a norte do Rio Oureghla, em território tribal disputado. Em 12 de Abril de 1925, estima-se que 8 000 Rifenhos atacaram essa linha e em duas semanas mais de 40 dos 66 postos Franceses foram invadidos ou abandonados. As baixas Francesas excederam 1 000 mortos, 3 700 feridos e 1 000 desaparecidos - representando perdas de mais de 20 por cento de suas forças destacadas no Rife. Os Franceses, por conseguinte, intervieram do lado da Espanha, empregando até 160 000 tropas bem treinadas e equipadas de unidades Metropolitanas, Argelinas, Senegalesas e da Legião Estrangeira, assim como regulares marroquinos (tirailleurs) e auxiliares (goumiers). Com o total das forças Espanholas contando agora cerca de 90 000, as forças Rifenhas estavam agora seriamente superadas em número pelos seus oponentes Franco-Espanhóis. As mortes francesas em batalhas e devido a doenças, na que agora se tornou uma grande guerra, totalizariam 8 628.

## Resultado

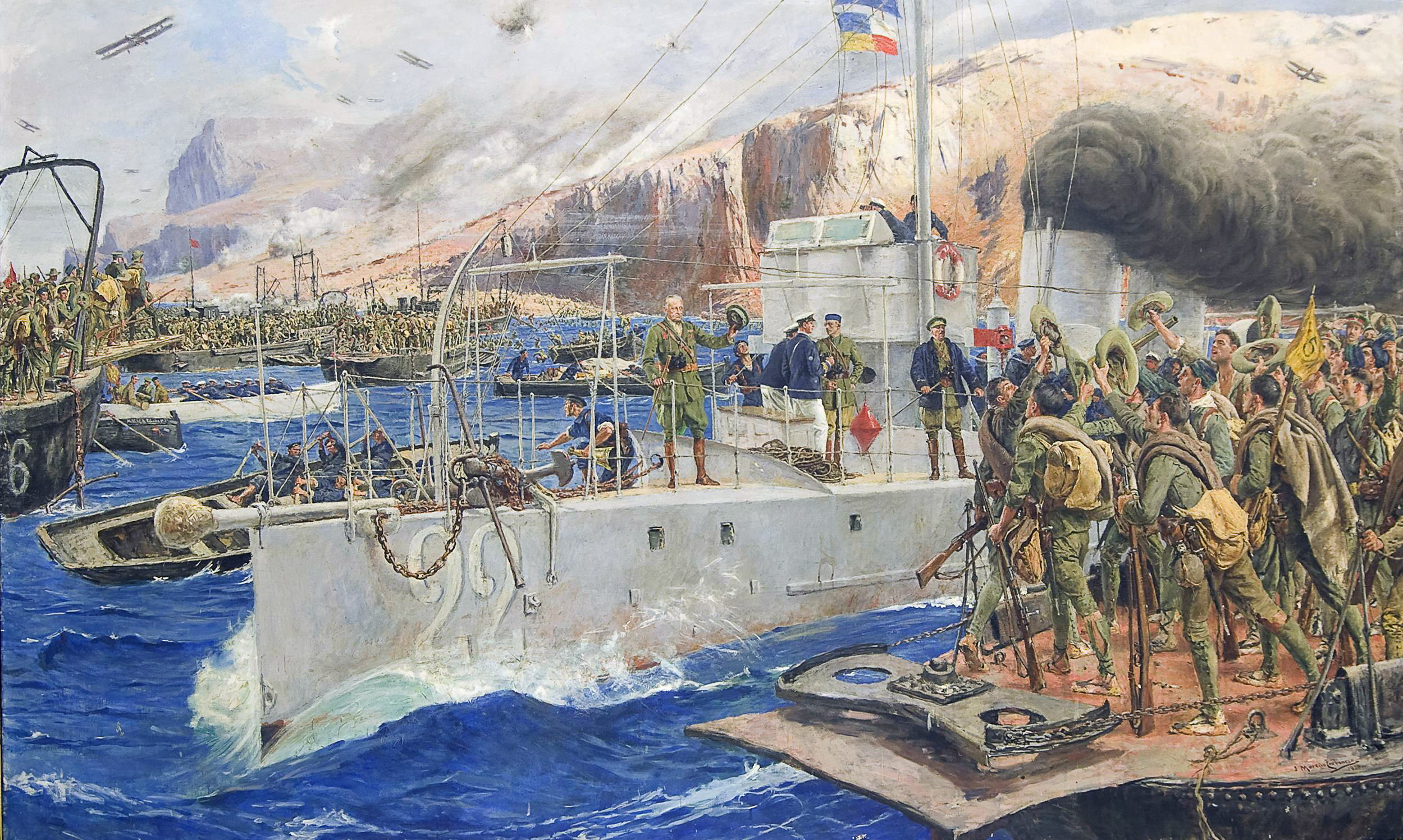
O Desembarque de Alhucemas, por José Moreno Carbonero

Para o ataque final que começou em 8 de Maio de 1925, os Franceses e os Espanhóis tinham reunido 123 000 homens, apoiados por 150 aviões, contra 12 000 Rifenhos. Uma mão de obra e tecnologia superiores logo resolveram o curso da guerra em favor da França e da Espanha. As tropas Francesas avançaram do sul enquanto a frota e o exército Espanhol asseguravam a baía de Al Hoceima com um desembarque anfíbio, e começaram a atacar a partir do norte. Após um ano de forte resistência, Abd el-Krim, o líder das duas tribos, entregou-se às autoridades Francesas e, em 1926, o Marrocos espanhol foi finalmente retomado.
No entanto, a impopularidade da guerra na Espanha e as primeiras humilhações dos militares Espanhóis contribuíram para a instabilidade do governo Espanhol e o golpe militar de 1923.